# Paradesmodora supplementatis
Paradesmodora supplementatis är en rundmaskart som beskrevs av John Inglis 1968. Paradesmodora supplementatis ingår i släktet Paradesmodora och familjen Desmodoridae. Inga underarter finns listade i Catalogue of Life.